# Малышево (Ленинградская область)
Малышево (до 1948 года Колккала, фин. Kolkkala) — посёлок в Приморском городском поселении Выборгского района Ленинградской области.

## Название
Деревня получила своё название от фамилии её коренных жителей — Колкка. 
Согласно решению Колккальского сельского исполкома депутатов трудящихся от 25 июня 1947 года, на основании протокола № 23 от 13 июня 1947 года общего собрания колхозников колхоза «Победа», деревню Колккала было предложено переименовать в «Красногорье» или в «Залесье». Ни одно из предложений не было принято, комиссия по переименованиям присвоила деревне наименование Малышево, с обоснованием «в память помкомвзвода Малышева П. Н., погибшего в финскую войну на территории Койвистовского района». Переименование было закреплено указом Президиума ВС РСФСР от 1 октября 1948 года.

## История
В 1554 году в деревне насчитывалось 11 дворов из них три домохозяйств находились во владении Матти, Ману и Хейкки Колкка.
В 1559 году в Колккала насчитывалось уже семь дворов.
В 1911 году в деревне Колккала в арендуемом доме была основана собственная школа. В 1914 году было построено отдельное здание школы, где занимались 25 учеников. В конце 1930-х годов школу посещали 44 ученика.
В начале 1920-х годов на высоком холме в центре деревни было построено 7 бетонированных пулеметных гнёзд.

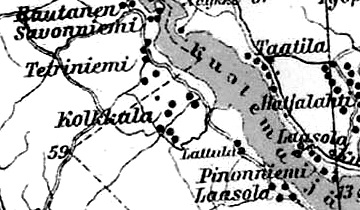
Деревня Колккала на финской карте 1923 года

В середине 1930-х годов местность близ деревни была укреплена еще 12-ю железобетонными бункерами. Все оборонительные сооружения входили в систему укреплений линии Энкеля.
До 1939 года деревня Колккала входила в состав волости Куолемаярви Выборгской губернии Финляндской республики.
С 1 мая 1940 года — в составе Колкольского сельсовета Койвистовского района.
С 1 июля 1941 года по 31 мая 1944 года финская оккупация.
С 1 октября 1948 года деревня Колккала учитывается административными данными как деревня Малышево в составе Малышевского сельсовета Приморского района.
В 1952 году в ходе кампании по укрупнению колхозов Малышевский сельсовет, а позднее и колхоз «Победа», были ликвидированы.
С 1 апреля 1954 года — в составе Рябовского сельсовета Рощинского района.
С 1 января 1957 года — в составе Никоновского сельсовета Выборгского района.
С 1 марта 1958 года — вновь в составе Малышевского сельсовета.
В 1961 году деревня насчитывала 287 жителей.
Согласно административным данным 1966 года посёлок Малышево находился в составе Малышевского сельсовета
По данным 1973 и 1990 года посёлок Малышево находился в составе Ермиловского сельсовета.
В 1997 году в посёлке Малышево Ермиловской волости проживали 47 человек, в 2002 году — 44 человека (русские — 91 %).
В 2007 году в посёлке Малышево Приморского ГП проживали 26 человек, в 2010 году — 40 человек.

## География
Посёлок расположен в западной части района на автодороге 41К-094 (Глебычево — Прибылово).
Расстояние до административного центра поселения — 6 км.
Расстояние до ближайшей железнодорожной станции Ермилово — 6 км. 
Посёлок находится на западном берегу Пионерского озера.

## Демография
| 2007 | 2010 | 2017 | 2021 |
| ---- | ---- | ---- | ---- |
| 26   | ↗40  | ↘29  | ↗51  |

## Улицы
Аэродромная, Зайчихинский проезд, Луговая, Луговой проезд, Озёрная, Полевая, Полевой проезд, Прогонная, Пролетарская, Пролетарский проезд, Прохладная, Центральная, Ягодный проезд.

## Садоводства
Альбатрос.